# 그레나다

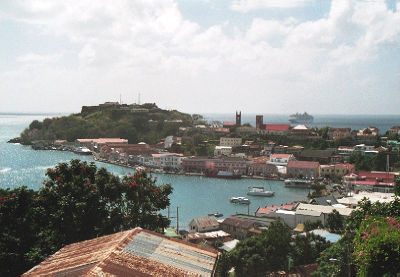

그레나다(영어: Grenada 그러네이다[*], 문화어: 그레네이더)는 카리브해에 있는 영연방 군주국이다. 수도는 세인트조지스이며 공용어는 영어이다. 그레나다는 향신료의 섬으로도 알려져 있는데, 그레나다가 세계에서 가장 많은 양의 너트맥과 메이스 작물을 수출하기 때문이다. 그레나다의 넓이는 344 km2이며, 대략 110,000명 (충청남도 공주시와 유사한 수준)의 인구가 살고 있다. 그레나다의 국조는 멸종 위기에 있는 그레나다 비둘기이다.

## 역사
1498년 크리스토퍼 콜럼버스가 현재의 그레나다에 상륙하였을 때, 카리브인이 살고 있었다. 콜럼버스는 섬을 "콘셉시온(Concepcion)"이라고 불렀는데, 다른 탐험가들이 이름을 그레나다로 고쳤다. 1650년 프랑스가 그레나다를 자기의 땅으로 삼고, 원주민들을 학살하였다. 영국과 프랑스는 그레나다의 자치권을 두고 싸웠는 데, 1783년에 영국이 지배하기 시작하였다. 아프리카 흑인들이 노예로 들어왔고, 1900년대 중반에 영국은 그레나다의 자치권을 주었다.
1974년에 영국으로부터 독립을 달성하였다. 독립을 이끌던 에릭 M. 게어리가 1979년까지 총리를 지냈다가, 모리스 비숍이 이끄는 반란군이 게어리 정권을 무너뜨렸다. 모리스 비숍은 쿠바와 가까운 관계를 추진한 마르크스주의자였으나, 1983년 10월 23일에 살해당하였다. 2일 후인 10월 25일, 미국이 그레나다의 공산화를 막기 위한 목적 하에 그레나다 침공을 주도한 이후 이 나라에는 군대가 없고 대신 미군이 국방을 전담하고 있다. 1984년 12월에 실시된 총선에서 신국민당의 허버트 A. 블레이즈가 승리하였다.
2004년 9월에 들이닥친 허리케인 아이반에 의하여, 40명 가까운 주민들이 사망하였다.

## 지리
그레나다 본토 섬이 가장 큰 섬이다. 작은 섬이 많이 있으며 대부분의 인구는 그레나다 섬에 거주한다. 다이아몬드 제도, 론데 제도, 라지 제도 등이 있다. 수도인 세인트조지스 인근에 가장 많은 주민이 살고 있다.
대부분의 섬은 화산섬이며 국토는 비옥한 편이다. 내부는 세인트 캐서린 산이 840m로 솟아 있다. 여러 작은 강이 폭포를 이루며 산에서 흘러 나온다. 기후는 전형적인 열대 기후여서 무덥고 습하다. 하지만 무역풍에 의해 건조가 되면 서늘해진다. 그레나다는 허리케인의 반경에서 남쪽 외곽에 있는 덕분에 이제껏 세 번밖에 허리케인 피해를 보지 않았다. 1995년 허리케인 자넷은 그냥 그레나다를 스쳐가기만 했음에도 엄청난 피해를 안겼다. 가장 최근의 허리케인으로는 2004년 7월 강타했던 허리케인 이반(Ivan)으로서 캐리아코 섬이 큰 피해를 봤고 그레나다의 북쪽 지방도 적지 않은 피해를 입었다.

## 행정 구역
수도는 세인트조지스이다. 그레나다는 6개 교구로 구성되어 있다.

## 국기
그레나다의 국기는 1974년 2월 7일 독립과 함께 제정되었다. 빨간색 띠에 그려진 여섯 개의 노란색 별은 그레나다의 행정 구역을, 빨간색 원 안에 그려진 노란색 별은 그레나다의 수도인 세인트조지스를 의미한다. 빨강은 용기와 생명력을, 노랑은 지혜와 따뜻함을, 녹색은 농업과 식물을 의미한다. 깃대 쪽에는 그레나다의 중요한 농산물인 육두구 열매가 그려져 있다.

## 정치
이 나라는 영국 국왕을 모시는 상태에서 주권이 유지되고 있다. 방위는 그레나다 침공 이후, 미국이 책임을 지고 있다.

## 주민과 언어
주민의 80% 이상은 흑인이며(아메리카에서는 유일하게), 유럽인에 의해 데려 올 수 있던 노예의 자손이다. 그 외에도 남아시아계나 동아시아계 아시아인이나 유럽인 등도 있다.
영어가 공용어이며 널리 사용되고 있다. 프랑스어가 섞인 파트와로 불리는 크레올어를 사용하는 경우도 적지만 존재한다. 필요에 따라 에스파냐어도 사용된다.

## 종교
| 종교                   | 백분율 |
| ---------------------- | ------ |
| 로마 가톨릭교회        | 53     |
| 성공회                 | 14     |
| 기타 개신교            | 33     |
| 라스타파리 운동/심령파 | 1.3    |
| 힌두교                 | 0.7    |
| 이슬람교               | 0.3    |
| 불교                   | 0.2    |
| 바하이 신앙            | 0.2    |

## 경제
그레나다의 산업은 농업과 관광업이 주를 이룬다. 주요 농산물은 육두구, 바나나, 코코아, 감귤 등이며, 이들은 주요 수출품이 되고 있다. 무역 상대국은 카리브 공동체 국가들과 영국, 미국 등이다.

## 문화
영연방의 일원으로 영국적인 문화와 아프리카적 문화가 동화되었으며, 또한 프랑스와 인도의 영향도 받은 편이다.

## 외교

### 대한관계
대한민국과는 1974년에 수교하였는데 1979년에는 외교 관계가 소원해졌다가 1984년에 정상화되었으며 조선민주주의인민공화국과는 1979년에 수교하였으나 1985년에 단교, 1991년에 정상화되었다. 한국과 그레나다를 직통으로 연결하는 항공편이 없으므로 그레나다에 가려면 미국이나 다른 나라를 경유해야 한다.

### 대중관계
1989년에 중화민국과 수교하여 중화인민공화국과 외교관계가 단절되었다가, 2005년에 중화민국과 외교관계를 단절하였다.